# قطعنامه ۶۹۸ شورای امنیت
قطعنامه ۶۹۸ شورای امنیت سازمان ملل متحد که در تاریخ ۱۴ ژوئن ۱۹۹۱ تصویب شد، سندی بین‌المللی دربارهٔ قبرس است. این قطعنامه طی نشست ۲۹۹۳ام با ۱۵ رای موافق، ۰ مخالف و ۰ ممتنع تصویب شد.